# Jaroslav Bořita z Martinic

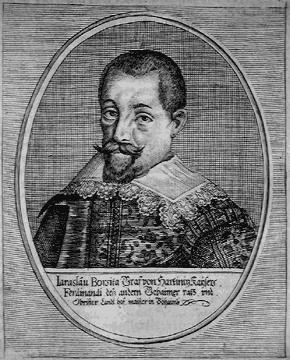
Wolfgang Kilian (? – 17. század): Jaroslav Bořita z Martinic (metszet)

Jaroslav Bořita z Martinic (németül Jaroslav Martinitz, 1582. január 6. – Prága, 1649. november 21.) gróf, osztrák államférfi, II. Rudolf, II. Mátyás és II. Ferdinánd tanácsosa.

## Élete
1609-ben cseh udvari marsall lett.  1617-ben a Thurn Mátyás gróftól elvett jövedelmező karlsteini várgrófságot kapta és egyúttal bejutott a helytartótanácsba. Abszolutisztikus és buzgó katolikus elvei miatt a cseh rendek meggyűlölték és a prágai felkelés kitörése napján  1618. május 23-án Slavatával és Fabriciusszal őt is a prágai vár ablakából az udvarba dobták (prágai defenesztráció) – ám mivel szemétdombra estek, egyiküknek sem történt komoly baja. 1621-ben Martinic a birodalmi grófi rangot, 1624-ben a legfőbb birói méltóságot kapta meg, majd 1638-ban prágai várgróf lett. Családja 1789-ben halt ki.

## Lásd még
- Harmincéves háború
- Martinic-palota